# Đại dịch COVID-19 tại Quần đảo Marshall
Đại dịch COVID-19 tại Quần đảo Marshall là một phần của đại dịch toàn cầu đang diễn ra do virus corona 2019 (COVID-19) gây ra bởi virus corona gây hội chứng hô hấp cấp tính nặng 2 (SARS-CoV-2). Virus được xác nhận là đã xâm nhập vào Quần đảo Marshall vào ngày 29 tháng 10 năm 2020. Đây là quốc gia đầu tiên ở Thái Bình Dương bắt đầu tiêm vắc xin COVID-19 vào tháng 12 năm 2020.
Tính đến ngày 28 tháng 10 năm 2023, Quần đảo Marshall ghi nhận 16,138 trường hợp mắc COVID-19 và 17 trường hợp tử vong.

## Bối cảnh
Vào ngày 12 tháng 1 năm 2020, Tổ chức Y tế Thế giới (WHO) xác nhận rằng coronavirus mới là nguyên nhân gây ra bệnh đường hô hấp ở một nhóm người ở thành phố Vũ Hán, tỉnh Hồ Bắc, Trung Quốc và đã được báo cáo cho WHO vào ngày 31 tháng 12 năm 2019.
Tỷ lệ ca tử vong đối với COVID-19 thấp hơn nhiều so với đại dịch SARS năm 2003, nhưng tốc độ truyền bệnh cao hơn đáng kể cùng với tổng số người chết cũng đáng kể.

## Dòng thời gian
Các trường hợp đầu tiên trong nước được báo cáo vào ngày 28 tháng 10 năm 2020, trong số hai thành viên của Quân đội Garrison Hoa Kỳ, những người nằm trong nhóm 300 người dân Quần đảo Marshall ở nước ngoài được hồi hương.
Hai trường hợp, một người đàn ông và một phụ nữ đến sân bay quân sự Mỹ ở Đảo san hô Kwajalein đã xét nghiệm âm tính với virus ở Hawaii một tuần trước khi họ đến. Ủy ban thảm họa của Quần đảo Marshall đã nói rằng "không có mối đe dọa lây truyền từ cộng đồng" và rằng sẽ không có việc phong tỏa nào được thực hiện cho đến khi có thông báo mới.
Vào ngày 29 tháng 12 năm 2020, Quần đảo Marshall trở thành quốc gia đầu tiên ở Thái Bình Dương bắt đầu tiêm chủng COVID-19. Một nhóm các nhà lãnh đạo cấp cao cùng với các bác sĩ và y tá của Bộ Y tế là những người đầu tiên nhận được vắc-xin do chính phủ Hoa Kỳ cung cấp.
Đến ngày 13 tháng 4 năm 2021, Quần đảo Marshall đạt tỷ lệ tiêm chủng cho dân số trưởng thành là gần 75% ở các "thị trấn chính" (liều đầu tiên). Sau khi hoàn thành các khu vực đô thị, Bộ Y tế và Dịch vụ Nhân sinh có kế hoạch phân phối vắc xin Moderna và Johnson & Johnson đến những hòn đảo xa xôi nhất của đất nước để tiêm chủng cho những người dân còn lại. 20.000 liều vắc xin đã được Hoa Kỳ cung cấp và sẽ đủ để trang trải cho tất cả dân số trên đảo.